# Tratado de Libre Comercio Chile-México
El Tratado de Libre Comercio Chile-México, o abreviadamente TLC Chile-México, es un acuerdo bilateral que fue firmado el 17 de abril de 1998 en Santiago de Chile y entró en vigor el 1 de agosto de 1999, con el objetivo de facilitar e incrementar el comercio y la inversión entre ambos países, eliminando barreras arancelarias y promoviendo la cooperación económica entre los países latinoamericanos de Chile y México.

## Objetivos
El TLC Chile- México establece una serie de objetivos claros que guían su implementación y desarrollo, los cuales buscan fortalecer la relación comercial y económica entre ambos países. Entre los principales objetivos se encuentran: 
- Estrechar los lazos de amistad, solidaridad y cooperación entre chile y México.
- Estimular la expansión y diversificación del comercio bilateral, promoviendo un mayor intercambio de bienes y servicios entre las partes.
- Eliminar  barreras de comercio y facilitar la circulación de bienes y servicios, creando un mercado mas extenso y seguro para los productos y servicios de ambos países.
- Fomentar la competitividad y la innovación, protegiendo los derechos de propiedad intelectual y promoviendo condiciones de competencia leal.
- Promover el desarrollo sostenible, mejorar las condiciones laborales y niveles de vida, asegurando la protección ambiental y el bienestar publico.[3]

A 25 años de su entrada en vigor, el TLC Chile-México ha permitido que el comercio bilateral se multiplique por más de 10 veces, alcanzando en 2022 un intercambio superior a los 4,300 millones de dólares. Entre los principales productos exportados se encuentran manufacturas, agroalimentos y productos químicos. Este crecimiento ha beneficiado a diversos sectores productivos y ha generado nuevas oportunidades de empleo e inversión en ambos países.

## Modernización del tratado
En 2023, Chile y México acordaron la modernización del tratado, incorporando nuevos capítulos sobre comercio electrónico, género, medio ambiente y pequeñas/medianas empresas (pymes). Esta modernización refleja un compromiso conjunto de ambos países para adaptarse de acuerdo a los desafíos y oportunidades del comercio internacional contemporáneo, fomentando una política más inclusiva y sostenible que fortalece la inversión, la innovación y la colaboración con mujeres empresarias y pequeñas empresas.
Esta modernización establece mecanismos claros para la solución de controversias comerciales, lo que garantiza la transparencia y la seguridad jurídica en las transacciones entre ambos países. Asimismo, fomenta la cooperación técnica y la asistencia mutua en materia aduanera, contribuyendo a la facilitación del comercio y al fortalecimiento de las capacidades institucionales de ambos países. 